# Mittelherwigsdorf
Mittelherwigsdorf és un municipi alemany que pertany a l'estat de Saxònia. Es troba a uns 3 quilòmetres al nord-oest de Zittau i comprèn els districtes d'Eckartsberg (898 h), Mittelherwigsdorf (1785 h), Oberseifersdorf (1118 h) i Radgendorf (127 h).